# ۶۷۷ (میلادی)

## رویدادها
نبرد سیلایوم، نابودی ناوگان عرب بدست بیزانسی‌ها